# Heino Puuste
Heino Puuste (* 7. September 1955 in Lagedi, Rae) ist ein ehemaliger estnischer Speerwerfer, der zu seiner aktiven Zeit für die Sowjetunion startete. Nach seiner aktiven Karriere arbeitet er als Trainer und betreut unter anderem den estnischen Weltmeister Andrus Värnik.

## Sportliche Karriere
Im Alter von 19 Jahren gewann Puuste 1975 erstmals die estnische Landesmeisterschaft. Diesen Titel konnte er auch 1979 und 1981 gewinnen. Von 1979 bis 1986 gehörte er zur sowjetischen Nationalmannschaft und war von 1980 bis 1986 kontinuierlich unter den Top Ten der Weltrangliste zu finden. 1979 gewann er die Bronzemedaille bei der Sommer-Universiade in Bukarest. Mit einer Weite von 86,10 Metern verpasste Puuste bei den Olympischen Sommerspielen 1980 in Moskau als Vierter knapp eine Medaille. 1981 gewann er seine zweite Bronzemedaille bei der Universiade in Edmonton. Bei den Leichtathletik-Europameisterschaften 1982 in Athen gewann er mit einer Weite von 89,56 Metern die Silbermedaille hinter Uwe Hohn. Im darauf folgenden Jahr musste er sich bei den Leichtathletik-Weltmeisterschaften 1983 in Helsinki erneut mit dem vierten Platz begnügen. Bei den Goodwill Games 1986 in Moskau gewann er die Silbermedaille hinter Tom Petranoff und wurde Fünfter bei den Europameisterschaften in Stuttgart.
Im Laufe seiner Karriere verbesserte er zehn Mal den estnischen Landesrekord. Im Juli 1978 übertraf er mit einem Wurf von 84,06 Metern den zwölf Jahre alten Rekord von Mart Paama um einen Zentimeter. Im Laufe seiner Karriere verbesserte er den estnischen Rekord bis auf 94,20 Meter. Diese Weite erzielte er am 5. Juni 1983 bei einem Meeting in Birmingham. Er verbesserte damit auch den sowjetischen Rekord, der bis dahin von Jānis Lūsis gehalten wurde und bei einer Weite von 93,80 Metern lag. Nachdem 1986 die Beschaffenheit des Wurfgerätes geändert wurde, wurden alle Rekordlisten gelöscht. Am 23. Februar 1986 trug sich Puuste mit einer Weite von 73,84 Metern erneut in die Rekordlisten ein. Im Laufe des Jahres verbesserte er den estnischen Rekord noch auf 83,20 Meter. Dieser wurde 1990 von Marek Kaleta deutlich übertroffen.
Puuste, der seit 1997 mit der früheren Basketballerin Oksana Kullam verheiratet ist, trainiert seit 2003 den Weltmeister von 2005 und aktuellen estnischen Rekordhalter Andrus Värnik.

## Persönliche Bestleistungen
- Speerwurf (alter Speer bis 1986): 94,20 Meter (5. Juni 1983, Birmingham)
- Speerwurf (neuer Speer ab 1986): 83,20 Meter (18. Juni 1986, Tallinn)
- Hochsprung: 2,01 Meter (1978)
- Zehnkampf: 6553 (1975)

## Auszeichnungen
- Estlands Sportler des Jahres 1982, 1983, 1986
- Estlands Trainer des Jahres 2005
- Orden des weißen Sterns 4. Kategorie (2006)[8]